# Imke Duplitzer
Imke Duplitzer (ur. 28 czerwca 1975 w Karlsruhe) – niemiecka szpadzistka, brązowa medalistka olimpijska, wielokrotna medalistka mistrzostw świata i Europy. Należała do klubu OFC Bonn.

## Kariera sportowa
Zaczęła trenować mając 11 lat. W 1992 roku, podczas mistrzostw świata w Hawanie, wraz z drużyną zdobyła srebrny medal. W tej samej konkurencji zdobywała następnie srebrne medale na mistrzostwach świata w Essen (1993), mistrzostwach świata w Kapsztadzie (1997), mistrzostwach świata w Hawanie (2003) i mistrzostwach świata w Paryżu (2010) oraz brązowe podczas mistrzostw świata w Seulu (1999), mistrzostw świata w Lipsku (2005), mistrzostw świata w Turynie (2006), mistrzostw świata w Petersburgu (2007), mistrzostw świata w Pekinie (2008) i mistrzostw świata w Antalyi (2009). Ponadto zajęła drugie miejsce indywidualnie na mistrzostwach świata w Lizbonie w 2002 roku, przegrywając w finale z Hyun Hee z Korei Południowej. 
Na igrzyskach olimpijskich w Sydney w 2000 roku zajęła szóste miejsce w zawodach drużynowych i dziesiąte w indywidualnych. Na rozgrywanych cztery lata później igrzyskach olimpijskich w Atenach razem z Brittą Heidemann oraz Claudią Bokel zdobyła srebrny medal w turnieju drużynowym. Indywidualnie zajęła tym razem piąte miejsce. Piąte miejsce w turnieju indywidualnym zajęła też podczas igrzysk olimpijskich w Pekinie w 2008 roku. Brała też udział w igrzyskach olimpijskich w Londynie w 2012 roku, gdzie była piąta drużynowo i siedemnasta indywidualnie.
Kilkukrotnie zdobywała również medale mistrzostw Europy, w tym złote: drużynowo na mistrzostwach Europy w Płowdiwie (1998) oraz indywidualnie na mistrzostwach Europy w Bolzano (1999) oraz na mistrzostwach Europy w Lipsku (2010).

## Życie prywatne
Z zawodu jest żołnierką o stopniu Hauptfeldwebel - odpowiednika polskiego pierwszego oficera. Jest instruktorem nurkowania. Bliskie są jej prawa człowieka - w czasie igrzysk w Pekinie nie wzięła udziału w ceremoniach otwarcia na znak protestu przeciw komunistycznemu rządowi w Chinach.
Ma starszego brata. Między 6 a 10 rokiem życia mieszkała w Lagos w Nigerii. Jest wyoutowaną lesbijką. W latach 1999–2007 mieszkała ze swoją życiową partnerką (z zawodu nauczycielką) oraz ich córką w Bonn.